# Medicina intensiva
A medicina intensiva é uma especialidade médica que presta suporte avançado de vida a pacientes com desarranjo agudo de alguma função vital.
É a especialidade dedicada ao suporte à vida ou suporte de sistemas e órgãos em pacientes que estão em estado crítico, que geralmente necessitam de um acompanhamento intensivo e monitorado.
Esta especialidade é exercida idealmente por médicos intensivistas com formação específica, embora frequentemente profissionais de outras especialidades, como pneumologia e nefrologia, atuem como plantonistas em diversas unidades.
Os cuidados intensivos geralmente são oferecidos apenas para pacientes cuja condição é potencialmente reversível e têm uma chance de sobreviver com o apoio de terapia intensiva. Posto que os doentes críticos que estão à beira da morte, passarão por uma intervenção na qual o resultado será difícil de prever. Consequentemente, muitos pacientes ainda morrem em Unidade de Terapia Intensiva (UTI). Um pré-requisito para a admissão a uma unidade de cuidados intensivos é que a condição subjacente deste paciente possa ser superada. Portanto, o tratamento intensivo é usado apenas para ganhar tempo para que a aflição aguda possa ser resolvida.

## Sistemas orgânicos
São usados nove sistemas importantes em medicina intensiva que são: sistema cardiovascular, sistema nervoso central, sistema endócrino, gastrointestinal, hematologia, microbiologia (incluindo o estado séptico), periferias (pele), renal e respiratório.
Os cuidados intensivos geralmente usam uma abordagem para tratamento de sistema por sistema, em vez de uma aproximação do tipo SOAP (Subjetivo, Objetivo, Análise e Plano), mais típico nos tratamentos de alta dependência.
Estes sistemas são considerados um a um, além destes sistemas de tratamento de cuidados intensivos, também existem outras áreas de intervenção, como: saúde psicológica, pontos de pressão, mobilização e fisioterapia, e infecções secundárias.
A prestação de cuidados intensivos é geralmente administrada em uma unidade especializada do hospital, chamado de Unidade de Terapia Intensiva (UTI) ou Unidade de Supervisão de Terapia Intensiva (UTI). Muitos hospitais têm áreas destinadas a cuidados intensivos para determinadas especialidades médicas, como a Unidade Coronariana, a Unidade de Cuidados Intensivos Cirúrgicos, a Unidade de Terapia Intensiva Pediátrica, Unidade de Terapia Intensiva Neurológica, Unidade Terapia Intensiva Neonatal, Terapia Intensiva de Recuperação e outras unidades, como ditado pelas necessidades e recursos disponíveis em cada hospital.
O nome não é rigidamente padronizado. No início de 1960 não estava claro a necessidade especializada de unidades de terapia intensiva. Os recursos de terapia intensiva eram transferidos para o quarto do paciente que necessitava de recursos e cuidados de enfermagem adicional. Rapidamente se tornou claro a necessidade de um espaço fixo, onde estivessem disponíveis, tanto materiais e funcionários especializados em medicina intensiva, proporcionando melhor atendimento de cuidados intensivos em pacientes de estado crítico.

## Equipamentos e aparelhos
Os equipamentos comuns em unidade de terapia intensiva (UTI) incluem os seguintes equipamentos: equipamentos de ventilação mecânica, que auxiliam na respiração através de um tubo endotraqueal ou traqueotomia, equipamentos de hemofiltração, avançado equipamento de monitorização cardiovascular (eletrocardiograma, oxigenação, pressão arterial invasiva e não invasiva, temperatura e capnografia), monitorização hemodinamica invasiva (cateter de Swan-Ganz); vias endovenosas para infusões de drogas injetáveis e nutrição parenteral, sonda nasogástrica e entérica, sondas vesicais, bombas de sucção, drenos, cateteres, desfibrilador, cardioversor, bombas de infusão e uma grande variedade de drogas, incluindo drogas vasoativas (inotrópicos, por exemplo), sedativos, antibióticos, analgésicos, antiarritímicos, soros, sangue e derivados, reguladores de pH, anti-inflamatórios esteroidais e não esteroidais, anti-histamínicos, etc.

## Médicos e intensivistas
Os médicos que atendem em unidades de terapia intensiva têm sido historicamente os mesmos médicos que cuidarão dos pacientes antes da transferência para a UTI. Em muitos casos, são os serviços de Anestesiologia e Reanimação os responsáveis pelo cuidado de pacientes graves, geralmente após as cirurgias. Em alguns hospitais há um grupo especial de médicos atendendo em UTI, conhecido como intensivistas.
Os intensivistas são médicos de diferentes áreas que fazem uma especialização de dois a três anos de duração, que os capacitam a tal área, que é bem complexa e específica.
O manejo de pacientes em terapia intensiva difere significativamente entre os países. Na Austrália, onde a medicina intensiva é uma especialidade bem estabelecida, UTIs são descritas como "fechadas". Em uma unidade fechada, o especialista em cuidados intensivos assume um papel principal como médico responsável, já o médico primário do paciente servirá como médico consultor. Em países como a Espanha, os anestesiologistas são os responsáveis pelo tratamento de pacientes críticos de pós-operatório. Outros países têm Unidades de Terapia Intensiva "aberta", onde o médico primário faz a admissão e toma as decisões relacionadas ao paciente crítico.
Existem evidências crescentes de que unidades de cuidados intensivos fechadas, ocupadas por intensivistas, proporcionaram melhores resultados para os pacientes.

## Histórico
Surgiu nos anos 60, com o advento da cirurgia cardíaca e dos cuidados especiais com doentes coronarianos, inicialmente para prestar assistência específica aos doentes cardíacos no pós-operatório de grandes cirurgias, com grande risco de morte. O pressuposto fundamental da especialidade é monitorizar as funções orgânicas e perceber alterações em fases iniciais, intervindo de forma decisiva no prognóstico dos doentes graves, anteriormente com pouca ou nenhuma chance de sobrevivência.
Posteriormente, além da monitorização cardíaca foram introduzidos novos meios tecnológicos, como oximetria, monitorização hemodinâmica, monitorização da pressão intra-craniana, e outros procedimentos invasivos ou não que permitem uma ampla avaliação em tempo real das funções orgânicas e intervenções antes inviáveis.
Com o desenvolvimento da medicina intensiva, outros grandes grupos de doentes, neurocirugicos, renais crônicos, pneumopatas, foram sendo inseridos no escopo da especialidade, e atualmente todos os doentes em estado grave ou com risco de complicações devem ser em principio tratados em unidades de terapia intensiva.